# Füstösmoly
A füstösmoly (Heterogynis penella)  a valódi lepkék közé tartozó füstösszárnyú molyfélék (Heterogynidae) családjának egyetlen, Magyarországon szórványosan előforduló faja, a család négy európai fajának egyike.

## Megjelenése
Szárnyai szürkén áttetszőek, „füstösek”.

## Életmódja
Egy évben egy nemzedéke kel ki. A hím lepkék nyáron, a nappali órákban repülnek, és a gyepszintben keresik a szárnyatlan nőstényeket. A hernyó telel át.

## Külső hivatkozások
- Mészáros Zoltán – Szabóky Csaba: A magyarországi molylepkék gyakorlati albuma. Budapest: Agroinform. 2005.  arch Hozzáférés: 2018. április 6. (PDF)